# Igazfalva község
Igazfalva község (románul: Comuna Dumbrava) község Temes megyében, Romániában. Központja Igazfalva, beosztott falvai Bukovec, Rekettyő.

## Népessége
A 2011-es népszámlálás adatai alapján a község népessége 2659 fő volt.